# مس
مس نام یک عنصر جدول تناوبی با نماد شیمیایی Cu (برگرفته از واژهٔ لاتین cuprum) است عدد اتمی آن ۲۹ و عنصری فلزی با ویژگی‌های شکل‌پذیری و رسانایی گرمایی و الکتریکی بالا است و پس از نقره بالاترین رسانایی الکتریکی را دارد، ولی به دلیل قیمت مناسب تر مس نسبت به نقره، کمتر از نقره در سیم برق و … استفاده می‌شود.
مس خالص، نرم و چکش‌خوار است و اگر از آن که در برابر هوای آزاد قرار دارد، به رنگ قرمز مایل به زرد است.
هزاران سال است که از مس و آلیاژهایش استفاده می‌شود. در دوران روم باستان، از معدن‌های مس در قبرس بهره‌ برداری می‌شد ریشهٔ نام لاتین مس از واژهٔ сyprium به معنی فلز قبرس (metal of Cyprus) گرفته شده‌ است که بعدها کوتاه شده و به شکل cuprum درآمده‌ است. ترکیب‌های مس معمولاً به شکل نمک‌های مس (II) دیده می‌شوند، رنگ آبی یا سبز کانی‌هایی مانند آزوریت و فیروزه که از گذشته به عنوان گوهر دانسته می‌شدند ناشی از همین فلز است. از مس در معماری ساختمانی و هنرهای تزئینی هم بهره برده می‌شود.
مس یک مادهٔ معدنی ضروری برای اندام‌های زنده است چون سهمی کلیدی در ساخت آنزیم تنفسی سیتوکروم اکسیداز سی دارد. خون نرم‌تنان و سخت‌پوستان از ماده‌ای به نام هموسیانین ساخته شده‌ است. مادهٔ اصلی هموسیانین، مس است درحالی که خون ماهی‌ها و مهره‌داران دارای هموگلوبین است و مادهٔ اصلی سازندهٔ آن، آهن است. در اندام‌های اصلی بدن انسان مانند کبد، ماهیچه و استخوان‌ها مس یافت می‌شود.

## تاریخچه
«در حدود پنج هزار سال پیش از میلاد مردم غارنشین فلات ایران بر اثر تغییراتی که از لحاظ آب و هوا و تشکیل مزارع و چمنزارها به وجود آمد به دشت‌ها روی آوردند و زندگی تازه‌ای را آغاز کردند و در تمدن آن‌ها نسبت به دوران‌های پیشین پیشرفت بیشتری دیده شد. مردمی که در فلات ایران زندگی می‌کردند گهگاه به سفال‌گری و ساختن اشیاء با گل می‌پرداختند و با پختن آن‌ها از آن‌ها آثاری زیبا پدیدمی‌آوردند. آن‌ها در برخی اوقات مشاهده می‌کردند که بعضی از ظروف سفالینشان در اثر ضربه نمی‌شکند و همین‌طور در برخی اوقات از ظروفی که در آتش می‌نهادند ماده‌ای خارج می‌شد که پس از سرد شدن سخت می‌گشت. آن‌ها نام این ماده را مس گذاشتند و در ساخت ظروف و ابزار کشاورزی و جنگ از آن استفاده‌های بسیار کردند. در پایان عهد حجر پسین مردم این منطقه آلات و ابزار خود را با مس می‌ساختند و کم‌کم این‌گونه ادوات جای ابزار سنگی را که تا آن زمان متداول بود گرفت. در هزاره چهارم پیش از میلاد مردم دشت‌نشین فلات ایران در کار و زندگی پیشرفت بیشتری کردند. با آن‌که سنگ در ساختن آلات و ادوات در این عهد به کار می‌رفت فلز نیز بیش از دوره پیش وارد صنعت گردید، مس را با چکش صاف می‌کردند، اما طرز ذوب کردن فلزات را نمی‌دانستند و با مس سنجاق و ظروف ظریف می‌ساختند. در این دوره ذوب مس نیز متداول شد و آلات و ادوات را به شیوه ریخته‌گری ساختند. در سکونت‌گاه‌های دوره مزبور چاقوها و دشنه‌هایی با تیغه مسین به دست آمده‌است. همچنین در حفاری‌های سیلک کاشان مقداری آینه مسی جهت آرایش به دست آمده‌ است. از ویژگی‌های این دوره وجود گوشواره‌هایی از طلا و لاجورد است.»
مس برای تعدادی از تمدن‌های قدیمی ثبت شده، شناخته شده بود و تاریخ استفاده از آن حداقل به ۱۰٬۰۰۰ سال پیش می‌رسد. یک آویزه مسی، متعلق به ۸۷۰۰ سال قبل از میلاد در شمال عراق کنونی پیدا شد. نشانه‌هایی مبنی بر ذوب و خالص کردن مس از اکسیدهای آن مانند مالاکیت و آزوریت تا سال ۵۰۰۰ قبل از میلاد وجود دارد. در عوض اولین نشانه‌های استفاده از طلا تقریباً به ۴۰۰۰ سال قبل از میلاد بر می‌گردد.
مصنوعات مسی و برنزی که از شهرهای سومری و مصنوعات مصری که از مس و آلیاژ آن با قلع یافت شده تقریباً متعلق به ۳۰۰۰ سال قبل از میلاد هستند. در یکی از اهرام یک سامانه لوله‌کشی با مس پیدا شده که مربوط به ۵۰۰۰ سال پیش است. مصریان دریافتند افزودن مقدار کمی قلع، قالب‌گیری مس را آسان‌تر می‌کند بنابراین آلیاژهای برنزی که در مصر کشف می‌شوند تقریباً قدمتی همانند مس دارند. استفاده از مس در چین باستان حداقل به ۲۰۰۰ سال قبل از میلاد مربوط بوده و تا ۱۲۰۰ سال قبل از میلاد در این کشور برنز مرغوب ساخته می‌شده‌است. در نظر داشته باشید چون مس به راحتی برای استفاده و کاربرد مجدد ذوب می‌شود، دوران ذکر شده تحت تأثیر جنگ‌ها و کشورگشایی‌ها قرار می‌گیرد. در اروپا مرد یخی [Ötzi]، مردی که به دقت نگهداری می‌شود و متعلق به ۳۳۰۰ سال قبل از میلاد بوده و در شمال کشور ایتالیا نزدیک مرز اتریش یافت شده‌است، تبری با نوک مسی در دست دارد که درجه خلوص فلز آن ۹۹٫۷٪ است. مقدار زیاد آرسنیک موجود در موهای او نشان دهنده سر و کار او با پالایش مس است.
استفاده ار برنز در مرحله‌ای از تمدن به قدری فراگیر بود که آن مرحله را عصر برنز می‌نامند.
برنج برای یونانیان شناخته شده بود اما اولین بار به صورت گسترده توسط رومیان به‌کار رفت.
به خاطر زیبایی درخشانش- به‌طوری‌که در باستان برای ساخت آینه از آن استفاده می‌شد -و نیز به دلیل ارتباط آن با قبرس که مربوط به الهه بود، در اسطوره‌شناسی و کیمیاگری فلز مس با ایزدبانوهای آفرودیته و ونوس پیوند دارد. در کیمیاگری علامتی را که برای مس در نظر گرفته بودند، علامت سیاره ناهید نیز بود.
سر رونالد پیرین در کتاب خویش به نام مس و آناتومی یک صنعت، مس را به‌عنوان یکی از فلزاتی که از آغاز تمدن توسط آدمی به‌کار گرفته شده شناخته و از دره تیمنا در بخش غربی صحرای عدبه در اسرائیل به‌عنوان گهواره این صنعت نام برده‌است، دره تیمنا در اسرائیل تأمین کننده مس فراعنه بوده‌است (در یک پاپیروس مصری کاربرد مس برای درمان عفونت‌ها و ضدعفونی کردن آب ثبت شده‌است)
شخصی به‌نام فیشل اظهار داشت: در دهه ۱۸۵۰ در منطقه بوردو فرانسه، کشاورزی در تاکستان خود، با آغشته نمودن آهک و مس سعی کرد انگورها را برای عدم استفاده افراد غیرجذاب نماید، کشاورز به شکل اتفاقی متوجه شد انگورهای آغشته شده در برابر بیماری‌های قارچی مقاوم هستند. از همان‌جا بود که خاصیت قارچ‌کش مس به اثبات رسید.

## ویژگی‌ها

### ویژگی‌های فیزیکی

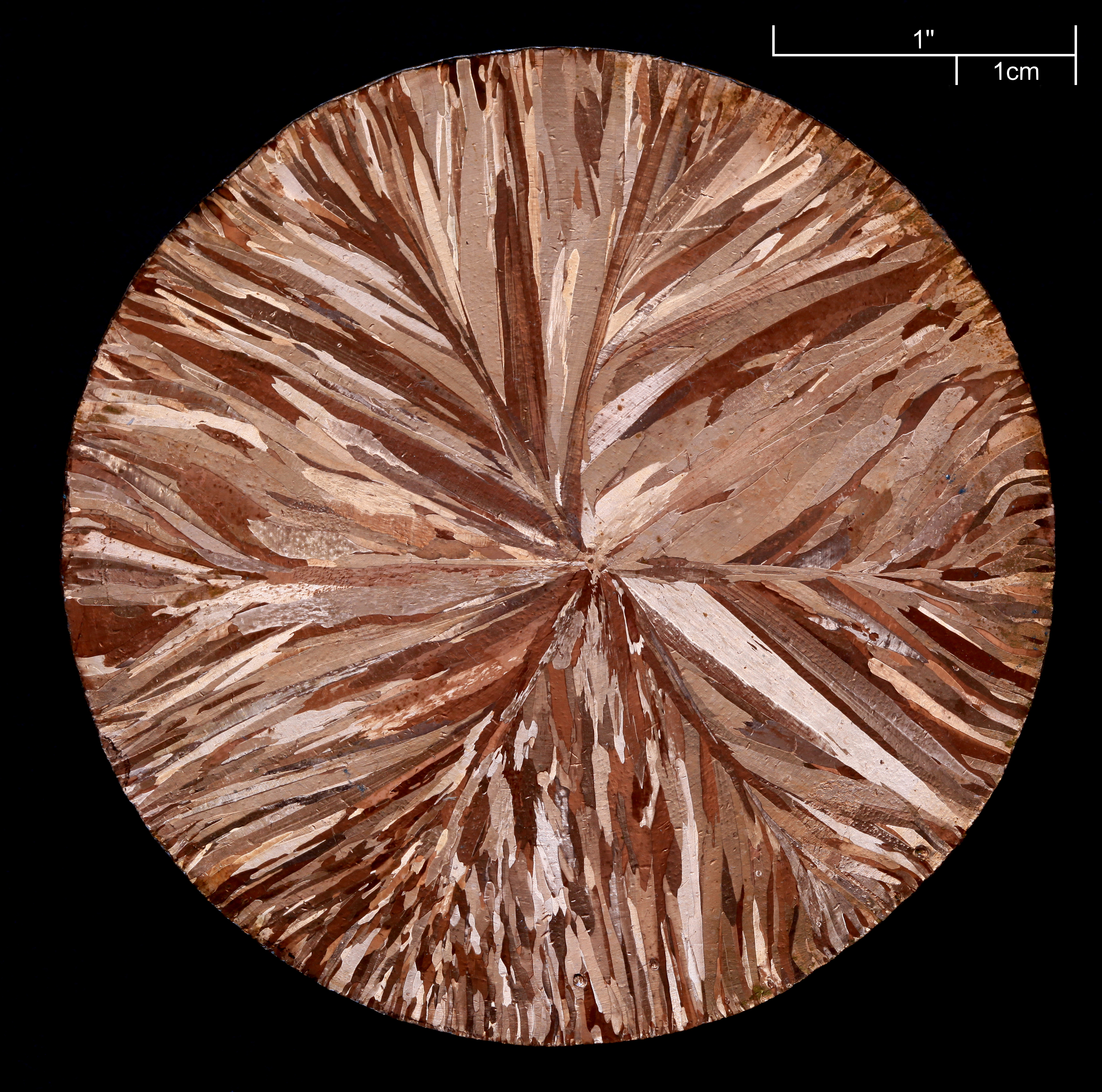
یک قرص ساخته شده از مس با درجهٔ پالودگی ۹۹٫۵ درصد. برای نشان دادن کریستالیتها از قالبگیری پیوسته و فرایند سونش بهره برده شده‌است.

«مس»، «نقره» و «طلا» همگی در گروه یازدهم جدول تناوبی جای دارند از این رو برخی رفتارهای مشترک را از خود نشان می‌دهند. همهٔ این عنصرها پس از یک لایه الکترونی d دارای یک الکترون در اوربیتال sاند. ویژگی مشترک همهٔ این عنصرها، چکش‌خواری و رسانایی الکتریکی بالا است. لایهٔ الکترونی d که پر از الکترون است چندان در واکنش‌های میان اتمی وارد نمی‌شود بلکه پیوند فلزی از طریق الکترون اوربیتال s صورت می‌گیرد. برخلاف فلزهایی که دارای لایهٔ d نیمه پر هستند، پیوند فلزی در مس دارای ویژگی‌های پیوند کووالانسی نیست و نسبتاً ضعیف است. این مطلب دلیل سختی پایین و شکل‌پذیری بالای یک تک بلور مس است. در نگاه ماکروسکوپیک به شبکهٔ بلوری مس، در می‌یابیم که سختی آن زیر اثر یک تنش معلوم افزایش می‌یابد. از این رو مس معمولاً در قالب چندبلوری ریز که مقاومت بالاتری دارد قرار می‌گیرد تا در قالب تک‌بلوری.
نرمی مس تا حدی رسانایی الکتریکی بالا (۵۹٫۶×۱۰۶ زیمنس بر متر) و در نتیجه رسانایی گرمایی بالای آن را توضیح می‌دهد. مس در مقایسه با دیگر فلزهای خالص دومین رسانای گرمایی بالا در دمای اتاق را دارد. این پدیده به این دلیل است که مقاومت در برابر جابجایی الکترون در فلزها در دمای اتاق بیشتر از پراکندگی الکترون‌ها در لرزش گرمایی شبکه سرچشمه می‌گیرد که البته این لرزش برای یک فلز نرم نسبتاً ضعیف است. بیشینهٔ چگالی جریان مجاز برای مس در هوای آزاد، نزدیک به ۳٫۱×۱۰۶ A/m۲ در سطح مقطع آن است. اگر جریان از این مقدار بیشتر شود، مس انرژی گرمایی بیش از اندازه‌ای را پدیدمی‌آورد. مانند دیگر فلزها اگر مس در برابر فلزی دیگر قرار گیرد خوردگی گالوانیک روی می‌دهد.
مس یکی از چهار فلزی است که رنگ طبیعی آن خاکستری یا نقره‌ای نیست. دیگر فلزهای رنگین عبارتند از: سزیم و طلا به رنگ زرد و اسمیم به رنگ آبی.

### رفتار و ویژگی‌های عمومی

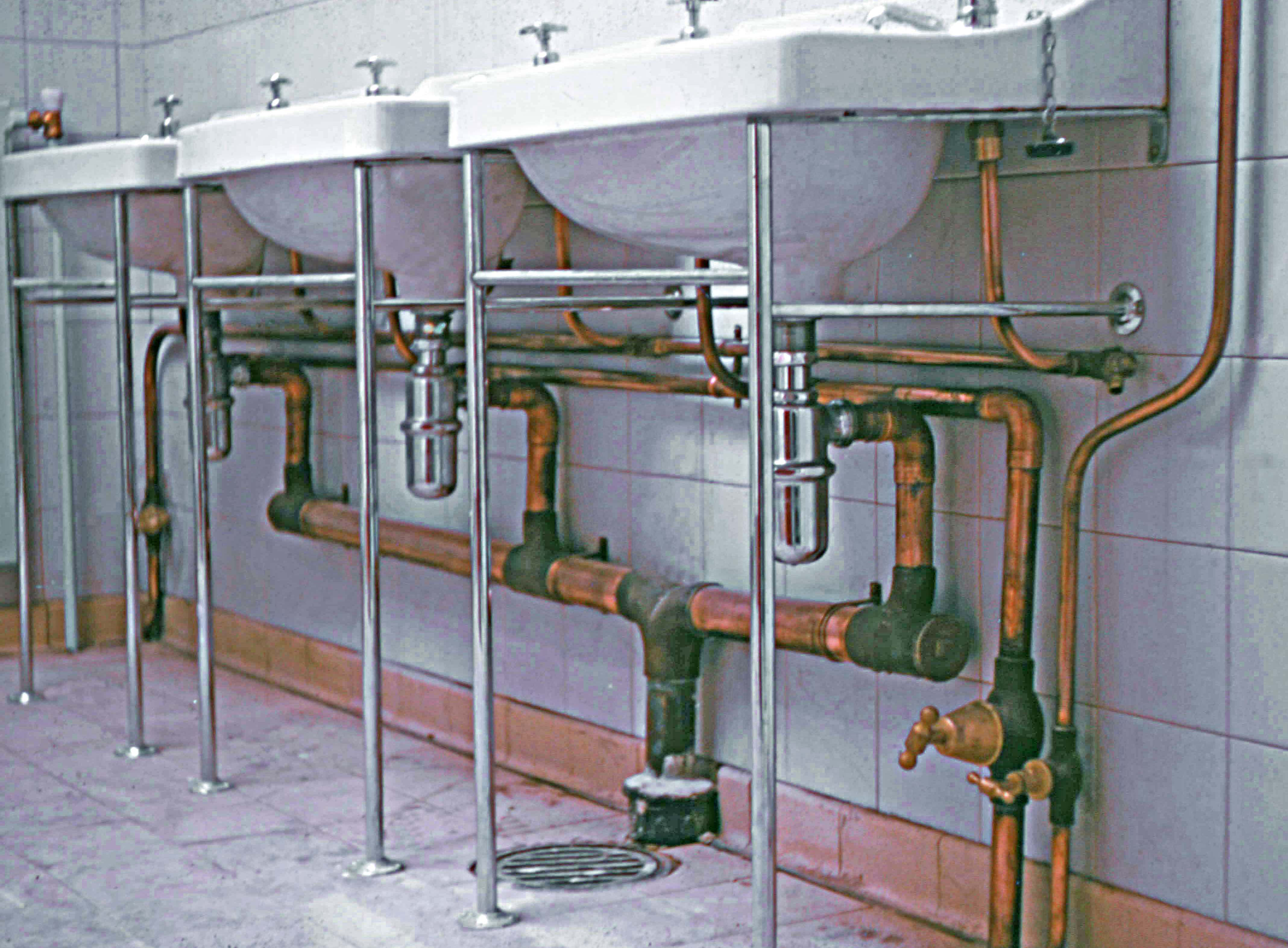
استفاده از لوله‌های مسی برای لوله‌های آب مصرفی و لوله‌کشی فاضلاب

مس یک فلز مهم مهندسی است که کاربرد آن قدمتی بیش از ۶۰۰۰ سال دارد. مس به صورت خالص، ستون فقرات صنعت برق بوده‌است. مس همچنین فلز پایه تعدادی از آلیاژها است که عموماً به عنوان برنج و برنز شناخته می‌شوند. در مقایسه با سایر مواد مهندسی، مس و آلیاژهای مس دارای سه ویژگی مهم هستند: (۱) هدایت الکتریکی و حرارتی بالا، (۲) استحکام مفید با شکل‌پذیری بالا، و (۳) مقاومت در برابر خوردگی در طیف وسیعی از محیط‌ها. تقریباً دو سوم کل مس تولید شده، به دلیل رسانایی الکتریکی عالی آن، در کاربردهای برقی، از جمله سیم‌کشی، استفاده می‌شود. سایر کاربردهای اصلی مس استفاده در لوله‌کشی، گرمایش و تهویه مطبوع و شیرآلات و اتصالات صنعتی است. مس بدون افت کیفیت قابل بازیافت است و بعد از آهن و آلومینیوم سومین فلز بازیافتی است.
مس خالص در حالت آنیل شده خود دارای استحکام کششی در حدود تنها ۲۰۰ مگاپاسکال با توانایی ازدیاد طول نزدیک به ۶۰ درصد است. از طریق کار سرد، استحکام کششی می‌تواند بیش از دو برابر شود و به بیش از ۴۵۰ مگاپاسکال برسد، با کاهش توانایی ازدیاد طول تا حدود ۵٪. مس به دلیل استحکام نسبتاً کم و شکل‌پذیری بالا، فلزی بسیار مطلوب برای کاربردهایی است که در آن شکل‌دهی گسترده مورد نیاز است. از آنجایی که دمای تبلور مجدد مس کمتر از ۲۶۰ درجه سلسیوس است، اثرات افزایش سختی کرنشی را می‌توان به راحتی حذف کرد تا خواص نهایی مطلوب ایجاد شود یا تغییر شکل بیشتر امکان‌پذیر شود. مس و آلیاژهای مس به خوبی با طیف وسیعی از فرآیندهای ساخت، از جمله ریخته‌گری، ماشین‌کاری، اتصال‌دهی، و تکمیل سطح با آبکاری یا پرداخت سازگار هستند.
مس سنگین‌تر از آهن است. اگرچه استحکام آن می‌تواند بسیار بالا باشد، نسبت استحکام به وزن آلیاژهای مس معمولاً کمتر از مواد ضعیف‌تری مانند آلومینیوم و منیزیم است. علاوه بر این، هنگامی که مس در دمای بالا استفاده می‌شود، ممکن است مشکلاتی ایجاد شود. آلیاژهای مس در دمای بالای ۲۲۰ درجه سلسیوس نرم می‌شوند و اگر مس برای مدت طولانی در دمای بالا تحت تنش قرار گیرد، ممکن است شکست بین کریستالی رخ داده و استحکام آن به نیمی از استحکام معمول آن در دمای اتاق برسد. مس و آلیاژهای مس در حالی که اصطکاک کم و مقاومت خوبی در برابر سایش چسبی دارند، ویژگی‌های خوردگی سایشی ضعیفی دارند.
با این حال، خواص مس در دمای پایین بسیار جذاب است. با کاهش دما، استحکام افزایش می‌یابد، و حتی در شرایط کرایوژنیک مواد شکننده نشده و شکل‌پذیری خود را حفظ می‌کنند. رسانایی الکتریکی نیز با کاهش دما افزایش می‌یابد.
مس و آلیاژهای مس به خوبی به روش‌های افزایش استحکام پاسخ می‌دهند، به طوری که قوی‌ترین آلیاژهای آن ۱۵ تا ۲۰ برابر قوی‌تر از ضعیف‌ترین آنها است. به دلیل طیف گسترده‌ای از خواص، مواد اغلب می‌توانند با نیازهای مخصوص یک طرح، طراحی شوند. سفتی الاستیک بین ۵۰ تا ۶۰ درصد فولاد است. علاوه بر این، آلیاژهای مس غیر مغناطیسی بوده، پیروفوریک یا جرقه‌زا نبوده (تکه‌ها یا ذرات آن در هوا نمی‌سوزند)، رسوب بیولوژیکی نکرده (از رشد ارگانیسم‌های دریایی جلوگیری می‌کند که خاصیت منحصر به فرد مس است) و در طیف گسترده‌ای از رنگ‌ها (از جمله زرد، قرمز، قهوه‌ای و نقره‌ای) موجود است.

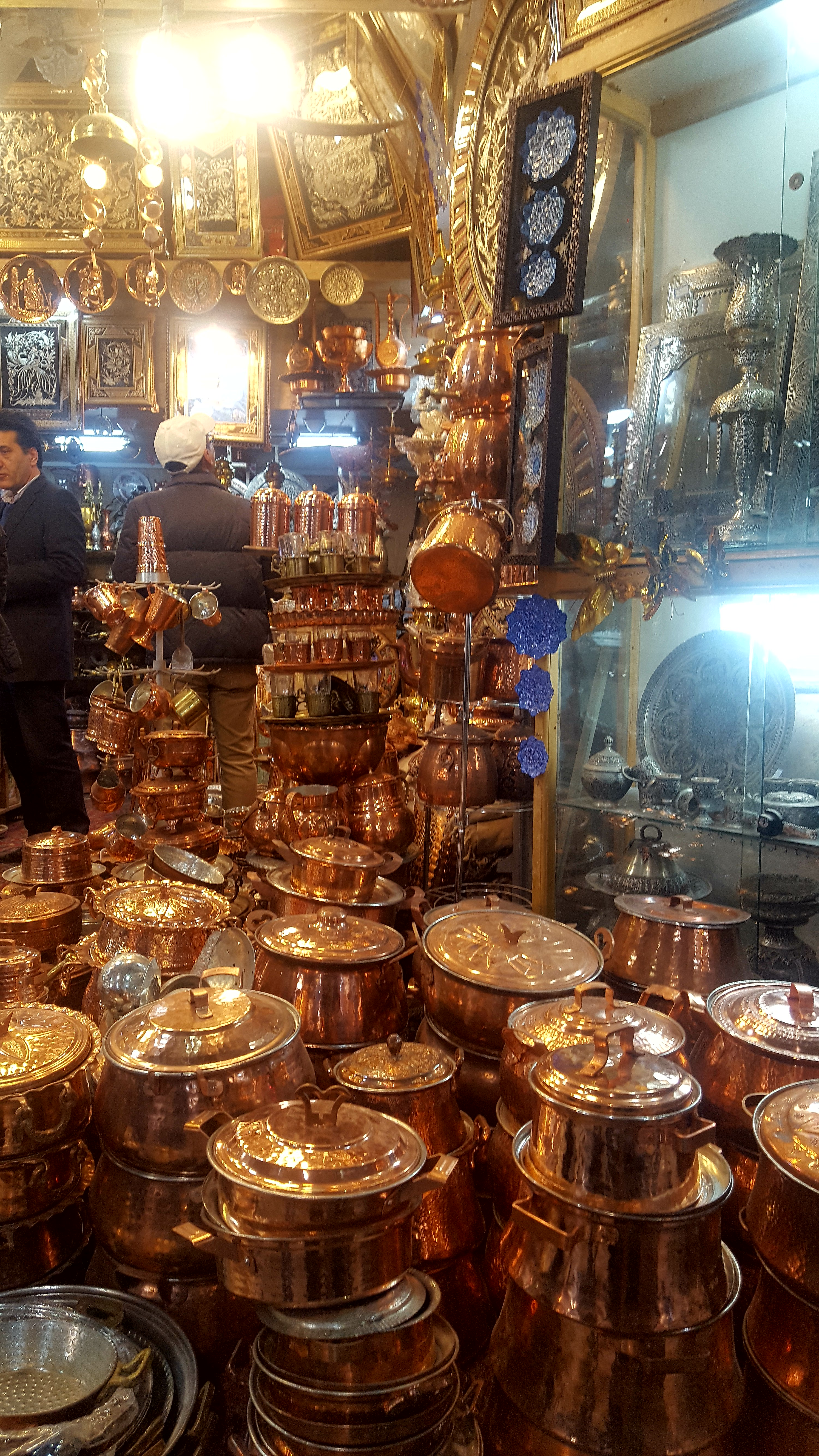
ظروف مسی سنتی ایران

سازمان حفاظت از محیط زیست ایالات متحده (EPA) خواص ضد میکروبی بیش از ۳۵۰ آلیاژ مس (همه با حداقل ۶۰ درصد مس) را تأیید کرده‌است که بیش از ۹۹٫۹ درصد از باکتری‌ها (از جمله استافیلوکوک و ای. کولای) را ظرف ۲ ساعت پس از آلودگی از بین می‌برد و عملکرد ضد باکتریایی مداوم را حتی پس از استفاده مکرر و آلودگی مجدد ارائه می‌دهد. کدر شدن معمولی اثر ضد میکروبی آن را مختل نمی‌کند، اما فلزات نمی‌توانند هیچ گونه واکس یا پوششی داشته باشند. به دلیل این ویژگی، آلیاژهای مس را می‌توان به خوبی در کاربردهایی که شامل سطوحی می‌شود که به‌طور مکرر توسط افراد مختلف لمس می‌شوند، مانند دستگیره‌های در و دستگیره‌های شیر سینک جایگزین فولاد زنگ‌نزن کرد. اجزای مسی همچنین می‌توانند پاتوژن‌های موجود در هوا را در سیستم‌های گرمایش و تهویه مطبوع کاهش دهند. انتظار می‌رود استفاده از مس در بیمارستان‌ها، مدارس، ساختمان‌های عمومی، اماکن ورزشی، خانه‌های سالمندان، مراکز خرید، وسایل حمل‌ونقل عمومی، فرودگاه‌ها، فضای داخلی هواپیماها و کشتی‌های کروز و حتی خانه‌های شخصی گسترش یابد.

## تولید
استخراج مس معمولاً به ۲ روش صورت می‌گیرد:
- پیرو متالوژی (احیا فلزات دردمای بالا): وقتی ترکیبات سولفیدی داشته باشیم از روش‌های پیرومتالوژی استفاده می‌کنیم.
- هیدرومتالوژی (واکنش‌هایی که در محلول‌ها اتفاق می‌افتد): وقتی ترکیبات اکسیدی داشته باشیم از روش‌های هیدرومتالوژی استفاده می‌کنیم.

استخراج پیرومتالوژی مس شامل ۳ مرحله کلی زیر می‌شود:
- تغلیظ مس (Beneficiation)
- استخراج به روش پیرو متالورژی (Pyro-metallurgical extraction)
- تصفیه دوباره یا پالایش مس (refining)

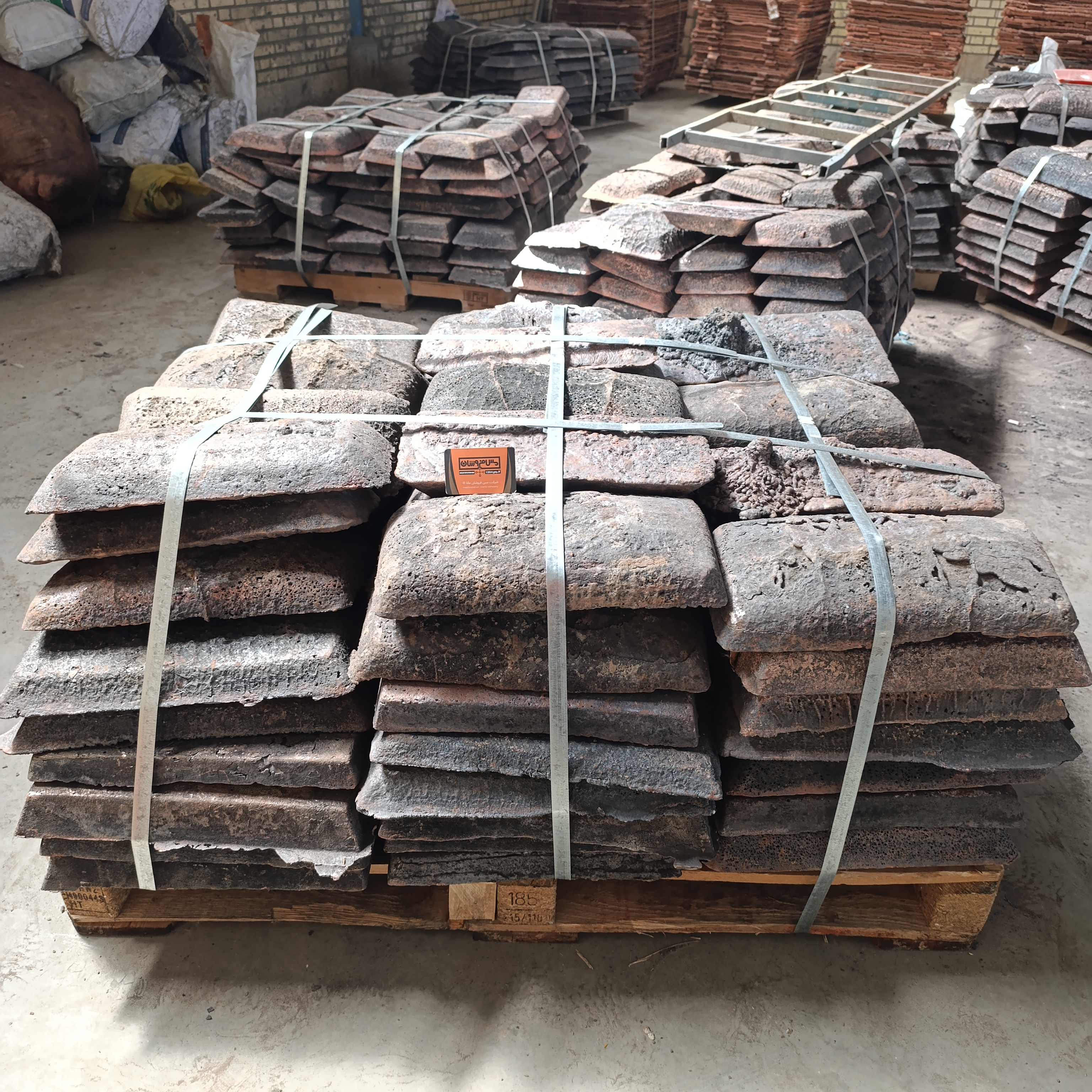
شمش خالص مس فروشان در ایران

### تغلیظ مس (Beneficiation)
سنگ معدن مس پس از استخراج از معدن مس و خرد شدن وارد مرحله تغلیظ مس می‌گردد. سنگ‌های مس استخراج شده کمتر از ۱ درصد مس دارند. در اینجا ما مس را آسیاب کرده و به داخل سلول‌های فلوتاسیون می‌ریزیم. در این سلول کف داخل دوغ آب می‌جوشد و ذرات آب دوست ته‌نشین شده و ترکیبات آب گریز که همین ترکیبات سولفیدی هستند به روی آب می‌آیند. داخل این کف غلظت مس به ۳۰ افزایش یافته‌است.

### استخراج به روش پیرو متالورژی Pyro-metallurgical extraction
شامل ۳ مرحله کلی زیر است:

#### تشفویه یا برشته کردن (roasting)
در این مرحله ماده اولیه که عمدتاً شامل مس، آهن و گوگرد است با اکسیژن اضافی می‌سوزد و در آن اکسید آهن و سولفید مس تولید می‌شود.

#### تولید میت (matte)
سولفید مس و اکسید آهن را درون کوره برده و آن‌ها را می‌سوزانیم. در نتیجه این عمل ترکیبات سولفید آهن و سولفید مس تولید می‌گردد. این ۲ ترکیب به راحتی درون یکدیگر حل می‌شوند.
برای حل این مشکل و جداسازی سولفید آهن، ما به ترکیبی که درحال سوختن است، سیلیس را اضافه می‌کنیم تا با واکنش دادن با FeO در دمای بالا و ایجاد سرباره، قادر به جداسازی سولفید آهن از ترکیب ایجاد شده باشیم.
2FeS + 3O2 + SiO2 → 2FeO.SiO2 + 2SO2 + heat
ترکیبات خارج شده از این مرحله را میت می‌نامیم.
(matte = Cu2S(more)+FeS(less

#### تبدیل میت به آندهای مس
در دستگاهی به نام (convertor) matte تولید شده در مرحله قبل را با اکسیژن اضافی مخلوط می‌کنیم. Convertor شامل یک استوانه چرخان است که از دیواره‌های آن اکسیژن دمیده می‌شود.
FeO تولید شده در این عمل مثل مرحله قبل و با اضافه کردن SiO2 جداسازی می‌شود.
Cu2S + O2 → 2Cu + 2S02 + heat
همان‌طور در فرمول مطرح شده مشخص است، مس نتیجه این معادله است. ولی این مس خارج شده، مس ناخالص است و به مس بلیستر (Blister copper) یا تاول تاول می‌گویند و مس هنوز خلوص مورد انتظار ما را ندارد.
نکته بسیار مهم
همان‌طور که در فرمول‌های مطرح شده در ۳ مرحله استخراج به روش پیرومتالوژی قابل مشاهده است، مقدار تولید SO2 بسیار زیاد است. معمولاً کارخانه‌های تولید مس، مقدار زیادی SO2 تولید می‌کنند که یا ورود به طبیعت، آلودگی فراوانی را به وجود می‌آورند. به همین منظور همواره کنار کارخانه‌های تولید مس، کارخانه‌های تولید اسید سولفوریک وجود دارد که با واکنش SO2 با آب، اسید سولفوریک حاصل می‌گردد.
مس خالص را می‌توان به کمک باز پخت به صورت نورد گرم چکش کاری و خروج از قالب شکل داد؛ که قابلیت استفاده در محوطه‌سازی و کارهای فضای باز را پیدا می‌کند. همچنین برای سختی بیشتر در حرارت بیشتری تا حد سرخی آن را نگه داشته و سپس داخل آب می‌کنند.

### تصفیه دوباره یا پالایش مس (refining)
مس خارج شده از مرحله قبل، مس خالص و مدنظر ما نیست. این مس را ذوب کرده و داخل قالب‌های خاصی ریخته‌گری می‌کنند و به مس با این اشکال آند می‌گویند. به دلیل اینکه در مرحله بعد این قطعات را به داخل سلول‌های الکترولیز وارد می‌کنند و این قطعات ریخته‌گری نقش آند را در سلول‌های الکترولیز بازی می‌کنند.
در سلول‌های الکترولیز از آند (مس، طلا، نقره، نیکل و…) در محلول الکترولیز حل شده و با تنظیم ولتاژ کاتد، تنها ذرات مس به کاتد می‌چسبند و ذرات دیگر یا به صورت محلول درآمده یا به صورت لجن در کف حمام الکترولیز باقی می‌مانند. این واکنش ممکن است ۷ الی ۱۴ روز طول بکشد.
کاتد همان مس خالص و مطلوب ماست و به همین صورت خرید و فروش می‌شوند.

## کاربردها
مس فلزی قابل انعطاف و چکش‌خوار است که کاربردهای زیادی مانند موارد زیر دارد:
- سیمهای مسی و به عنوان رسانای الکتریکی و نیز تبدیل جریان متناوب به مستقیم. به علت خاصیت هدایت بهتر آن نسبت به آلومینیم، کاربرد مس در آی‌سی‌ها به جای آلومینیوم رو به افزایش است.
- لوله‌های مسی، گرمایش و تهویه هوا، ذخیره و انتقال آب، لوله‌کشی آب سرد و گرم، مخازن آب گرم، لوله‌کشی فاضلاب
- قلم‌زنی
- دستگیره‌های در و سایر وسایل منزل
- مجسمه‌سازی. مثلاً" مجسمه آزادی شامل ۱۷۹۰۰۰ پوند مس است.[۱۴]
- آهنرباهای الکتریکی.
- موتورها، مخصوص موتورهای الکترومغناطیسی.
- لامپ‌های خلأ، لامپ‌های پرتوی کاتدی و مگنترون‌های اجاق‌های مایکروویو.
- در وسایل آشپزی، از جمله ماهی‌تابه که در مسگری ساخته می‌شوند.
- وسایل موسیقی، به‌خصوص سازهای بادی.
- به عنوان یک بیواستاتیک در بیمارستان‌ها و پوشاندن قسمت‌های مختلف کشتی برای حفاظت در برابر بارناکل‌ها و ماسل‌ها.
- ترکیباتی مانند محلول فلینگ که در شیمی کاربرد دارد.
- سولفات مس به‌عنوان سم و پایه تولید اکثر ترکیبات مسی است. ماده مؤثرهٔ قارچ‌کش‌های مسی، برای کنترل بیماری‌های قارچی و بیماری‌های باکتریایی گیاهان، مس است.[۱۵][۱۶]
- با ترکیب مس با طلا و تولید آلیاژ، می‌تواند استحکام طلا را افزایش داد. عیار طلا را مقدار مس در آن مشخص می‌کند؛ مثلاً طلای خالص ۲۴ عیار است و طلای ۱۲ عیار طلایی است که نیمی از آن طلا و مابقی آن مس است.
- مس، ماده کلیدی خودروهای الکتریکی بوده و در یک خودروی الکتریکی چهار برابر بیشتر از یک خودروی معمولی مس استفاده شده‌است.[۱۷]
- پوشش بام، آب‌بندی
- استفاده از مس در فیلترها و کولرهای آبی برای تضمین سلامت توصیه می‌شود.[نیازمند منبع]
- مس در پزشکی و دامپزشکی نیز استفاده می‌شود. تحقیقات در مورد کاربرد مس در داروهای ضد تکثیر سلولی و سرطان نیز ادامه دارد.[۱۸][۱۹]
- مقدار اندکی از مس به فلزات دیگر برای اهداف مختلف مثل افزایش مقاومت در برابر پوسیدگی در فولاد سازه‌ای، سهولت کار با چدن و افزایش مقاومت در آلومینیم، اضافه می‌شود. ورقه نازکی از مس یا آلیاژهای آن به صورت آبکاری روی فلزات مختلف یا پلاستیک کشیده می‌شود و سطوح آن‌ها را هادی می‌نماید که در صنعت کاربرد زیادی دارد.
- از مس برای تهیه رنگ‌های شیشه و سرامیک نیز استفاده می‌شود. همچنین از نمک‌های مس برای محافظت چوب‌ها بهره می‌برند.

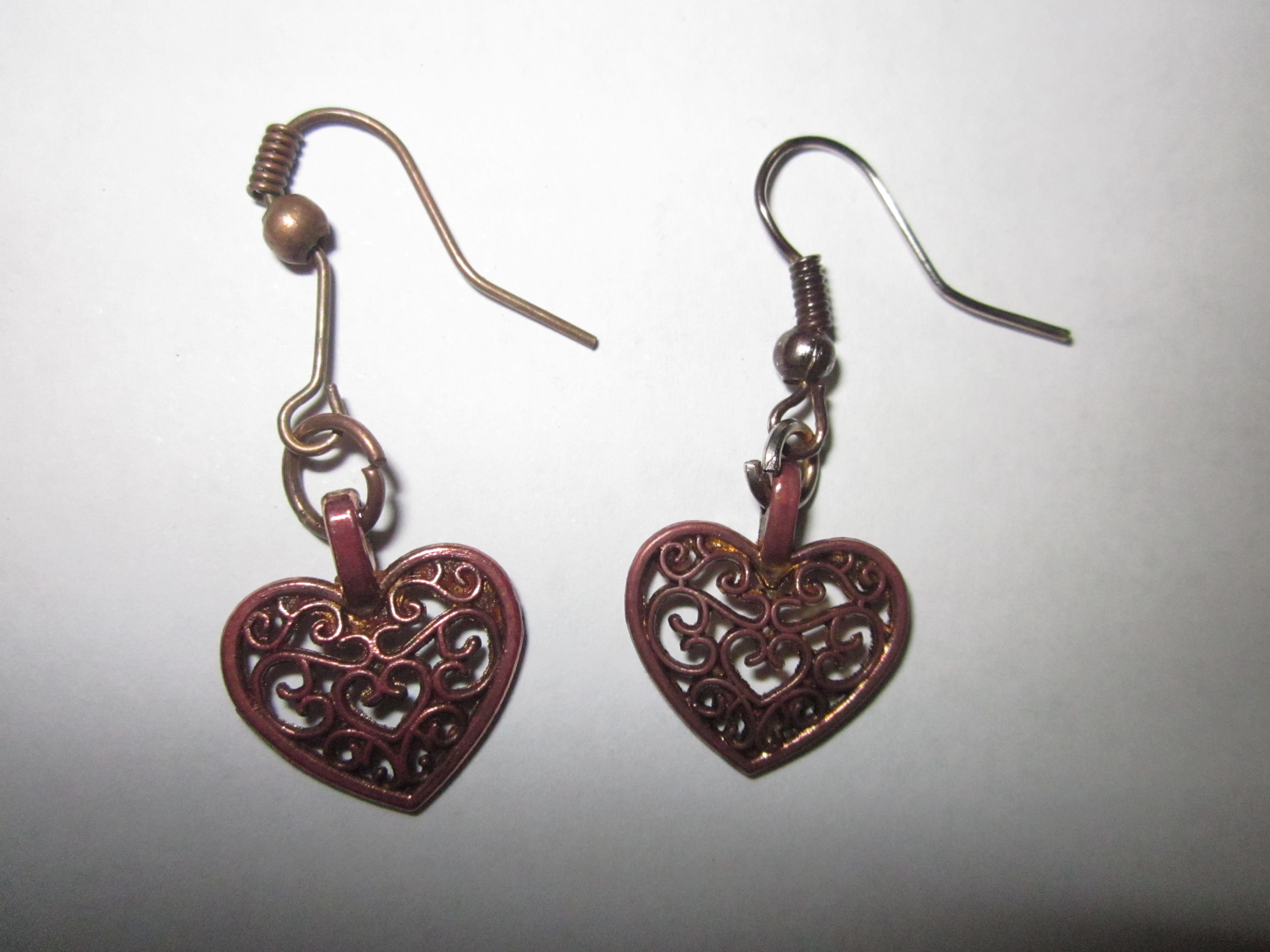
استفاده از مس در زیورآلات

## خاصیت ضد میکروبی مس و آلیاژهای آن
ظهور مقاومت میکروب‌ها در برابر آنتی‌بیوتیک‌ها جان میلیون‌ها انسان را تهدید می‌کند. پس از آزمایش‌های کلینیکی و آزمایشگاهی بسیار در کشورهای مختلف جهان، ثابت شد که بسیاری از میکروارگانیسم‌های مقاوم به آنتی‌بیوتیک، روی سطوح مسی کشته می‌شوند. . در سال ۲۰۰۸ سطح مس به‌عنوان اولین ماده جامد ضد میکروبی؛ قارچ‌کش، باکتری‌کش و نابودکننده ویروس، توسط آژانس حفاظت محیط زیست ایالات متحده آمریکا به ثبت رسید. و بیش از ۴۷۹ آلیاژ مس (جرم مس موجود در آلیاژها حداقل باید ۶۰٪ باشد) برای حفظ سلامت عمومی به ثبت رسیده‌است.
نتایج آزمایش‌ها از این قرار است: سطح مس به‌طور پیوسته آلودگی باکتریایی را در مدت دو ساعت به ۹۹٬۹ درصد کاهش داده و حتی پس از آلودگی مجدد، آلودگی کاهش می‌یابد. سطح مسی بازدارنده شکل‌گیری و رشد باکتری در طول مدت دو ساعت است.
مشاهده شده‌است که مس با سرعت 8-7 log در ساعت میکروب‌ها را می‌کشد. هنوز هیچ میکروارگانیسمی کشف نشده‌است که بتواند در تماس با سطح مس مقاوم باشد. مس نه تنها باکتری و عوامل بیماری ویروسی را می‌کشد بلکه همچنین به سرعت اسید نوکلئیک ماده ژنتیک را نابود می‌کند و از این روی است که سلول باکتری هیچ شانسی برای جهش و راهی برای ورود به میکروب‌های دیگر را ندارد، فرایندی که انتقال افقی ژن - HGT - خوانده می‌شود. در نتیجه از گسترش نسل بعدی باکتری پیشگیری می‌شود. سطح مس با نحوه اثر طیف وسیع ضد میکروب، باکتری‌کش، ضدویروس و قارچ‌کش است.
برآورد شده‌است که حدود ۸۰٪ بیماری‌های عفونی از راه تماس منتقل می‌شوند. استفاده از سطوح مسی در بیمارستان‌ها به ویژه در بخش مراقبت‌های ویژه برای دستگیره درها، شیر آب و اهرم سرویس بهداشتی، فلز تخت بیمار، میله میز بیمار، آنژیوکت، محل تماس زنگ‌ها و چراغ‌ها، نه تنها چرخه انتقال آلودگی میکروبی را مختل می‌کند بلکه فعالانه خطر مقاومت باکتریایی را کاهش می‌دهد و مانع شیوع عفونت به دیگران می‌شود. در یک آزمایش کلینیکی انجام شده با استفاده از سطوح مسی در بخش مراقبت‌های ویژه میزان عفونت‌های بیمارستانی به میزان ۸۵٪ کاهش یافته‌است. این استراتژی، در کنار رعایت بهداشت دست‌ها و اصول بهداشتی معمول می‌تواند حرکت به سمت نابودی کابوس مقاوم بودن میکروب‌ها در برابر آنتی‌بیوتیک‌ها باشد.

### مقایسه خاصیت ضد میکروبی سطوح نقره و مس
خاصیت ضد میکروبی نقره ذاتاً قوی تر از مس است. اما کارایی ضد میکروبی سطح نقره، تنها در دمای بالا (۳۵ درجه سانتیگراد) و رطوبت بالا (۹۰٪ یا رطوبت نسبی بیشتر) عمل می‌کند. در حالی‌که، سطح مس در دمای معمولی اتاق (۲۲ درجه سانتیگراد) و رطوبت عادی (۵۰٪) توانایی کشتن ۹۹٫۹٪ میکروب‌ها را دارد.
تا پیش از این مطالعه، نقره برای دمای عادی اتاق که در بیمارستان هم وجود دارد، آزمایش نشده بود. در تحقیق آزمایشگاهی انجام شده در ماه مه ۲۰۱۰ روی باکتری MRSA، در بیمارستانی در شهر بیرمنگام، مشاهده می‌شود که سطح مس با سرعت log 7، در مدت ۷۵ دقیقه، باکتری را نابود کرده‌است. اما سطوح دارای نقره در مدت ۳۶۰ دقیقه، کارکرد معناداری نداشته‌اند.

## نقش زیست‌شناختی

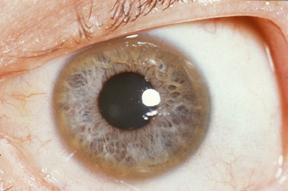
حلقه های کایسر- فلیشر که قرنیه چشم را احاطه کرده اند و از رسوب مس تشکیل شده است

وجود مس برای کلیه گیاهان و حیوانات عالی ضروری است. مس در آنزیم‌های متنوعی، از جمله در سیتوکروم اکسیداز سی و آنزیم حاوی مس-روی به نام سوپراکسید دیسموتاز وجود دارد و فلز اصلی در رنگدانه حامل اکسیژن هموسیانین است.
RDA برای مس در بزرگسالان سالم ۹/۰ میلی‌گرم در روز است.
مس در جریان خون عمدتاً روی پروتئین پلاسمایی بنام سرولوپلاسمین حرکت می‌کند. اگرچه مس اول در روده جذب می‌شود، این عنصر همبسته با آلبومین به سوی کبد منتقل می‌شود.
یک حالت ارثی که بیماری ویلسون نامیده می‌شود موجب باقی ماندن مس در بدن و عدم ورود آن به صفرا توسط کبد می‌شود. این بیماری در صورت عدم درمان می‌تواند منجر به آسیب‌های کبدی و مغزی شود.
مس نیز به مقدار بسیار کم در تولید کلروفیل، پروتئین، کربوهیدرات‌ها و همچنین در فعال ساختن برخی از آنزیم‌ها مورد نیاز است. در صورت کمبود مس برگ‌ها کوچک مانده و سرشاخه‌های جوان را دچار برگ سوختگی می‌کند. هر چه واکنش خاک اسیدی‌تر باشد، مس قابل استفاده‌تر است. برای رفع کمبود مس از سولفات مس به تنهایی و گاهی مخلوط با آهک (به نام ترکیب بردو) استفاده می‌شود.

### کارکردهای مس در بدن انسان
مس به فرایند سوخت‌وساز بدن کمک می‌کند، سلول‌های مغزی با کمبود مس در انجام کارهای خود ناتوانند یا بسیار ضعیف عمل می‌کنند، مس باعث کمک در جذب و استفاده آهن در بدن می‌شود. مس یکی از مواد اولیه بسیاری از آنزیم‌های حیاتی بدن است. مس یک آنتی‌اکسیدان است و رادیکال‌های آزاد را نابود می‌کند که این به بدن کمک می‌کند تا با رادیکال‌های آزاد و آسیب‌های آن‌ها مانند پیری زودرس، سرطان، تخریب سلول‌های بدن و غیره مقابله کند. مس توسط سلول‌های انسان از جمله سلول‌های مغزی مورد استفاده قرار می‌گیرد تا آنجا که در عملکردهای مغز نقش پایه‌ای دارد. سلول‌های خون برای رشد و ادامه حیات نیازمند مس هستند.
اولین سند پزشکی بشر پاپیروس اسمیت است که بین سال‌های ۲۶۰۰ تا ۲۲۰۰ پیش از میلاد نوشته شده‌است. به گواه این اثر، از مس برای ضدعفونی زخم‌ها و پاکی آب آشامیدنی استفاده می‌کرده‌اند. به علاوه یونانی‌ها، رومی‌ها و آزتک‌ها، چینی‌ها برای درمان اعضای لرزان (احتمالاً منظور صرع بوده‌است)، درمان زخم‌های سوختگی، بیماری‌های پوستی مانند جرب، همین‌طور لک‌های پوستی روی گردن و گلو درد از مس سود می‌جستند. در حالی‌که در ایران باستان و هند از مس برای عفونت‌های چشمی، عفونت‌های پوستی و عفونت دستگاه تناسلی استفاده می‌شد. گزارش مستندی وجود دارد که سربازان یونانی برای جلوگیری از عفونت زخم، قسمتی از شمشیر برنزی را به درون زخم باز وارد می‌کردند.

## مس در ایران

### صادرات

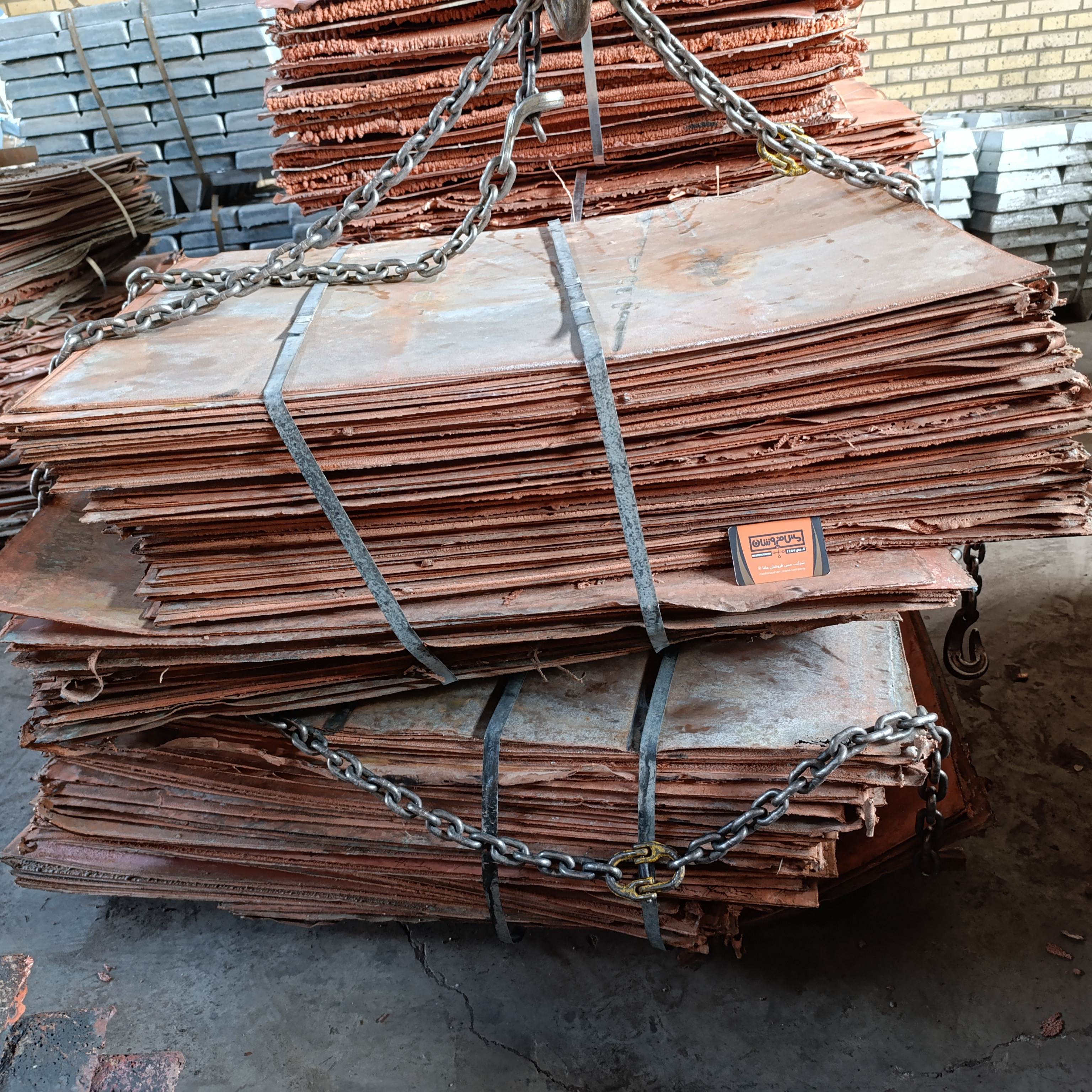
کاتد مس خالص صادراتی مس فروشان ایران

وجود معادن متعدد مس در ایران و صادرات آن به سایر کشورها باعث شده تا ایران تأمین‌کنندهٔ حدود ۳ درصد از ذخایر مس دنیا باشد. به عنوان مثال طی ۷ ماه اول سال ۹۵ حدود ۲۰۰ کیلوگرم شمش مس به دیگر کشورها صادر شده‌است، که چیزی در حدود ۱٬۱۹۳٬۳۷۶ دلار است.